# Dominique de Villepin
Dominique Marie François René Galouzeau de Villepin (Rabat, Marrocos, 14 de novembro de 1953), é um diplomata e político Francês. Foi primeiro-ministro de França, ocupando esse cargo de 13 de março de 2005 até 15 de Maio de 2007.
Um diplomata de carreira, Villepin subiu na hierarquia da direita francesa como um delfim de Jacques Chirac. Ficou conhecido a nível internacional por se opor, como Ministro dos Negócios Estrangeiros Francês, à Invasão do Iraque de 2003, e mais recentemente pela sua ascensão ao posto de Primeiro Ministro, substituindo Jean-Pierre Raffarin. Villepin nunca foi eleito para os cargos que exerceu e é visto por muitos como o exemplar perfeito da classe dos burocratas da École Nationale d'Administration (ENA) que governam o país. É um admirador confesso de Napoleão, sobre quem escreveu um livro biográfico. Na sua opinião, Napoleão foi mesmo o vencedor moral da Batalha de Waterloo. Referindo-se à dita batalha, Villepin escreveu que ela "resplandece com uma aura digna da vitória". É casado e tem três filhos.

## Vida

### Origens
Embora a partícula "de" seja uma forma de reconhecer uma família nobre, uma grande parte das pessoas hoje residentes em França possuidoras desta partícula não pertencem, de facto, à nobreza francesa. A família Galouzeau de Villepin é uma destas. Utiliza a partícula desde os tempos de Galouzeau, uma família de comuns, originária do departamento de Yonne, que adicionou "de Villepin" ao seu nome no princípio do século XVIII através do casamento de um Galouzeau com uma mulher de uma família aparentemente aristocrata, os Villepin da região da Lorena.
No entanto, pode-se dizer que Villepin pertence à "Aristocracia Republicana" de famílias cujos membros estudaram nas grandes écoles e vão desempenhar altos cargos na estrutura do Estado. De facto, o bisavô de Villepin foi um coronel no exército francês, o seu avô foi um membro da direcção de inúmeras empresas e o seu pai, Xavier de Villepin, agora aposentado, foi também ele um diplomata e membro do senado francês.

## Carreira

### Diplomata
Villepin estudou no Instituto Parisiense de Estudos Políticos passando pela ENA, a escola elitista francesa de pós-gradução que forma os altos-quadros do Estado. Villepin formou-se igualmente em direito e literatura nas universidades de Paris II Panthéon-Assas e Paris X Nanterre. No final dos seus estudos, Villepin abraçou uma carreira na diplomacia. As suas missões foram:
- Comité de Aconselhamento nos Assuntos africanos (1980-1984);
- Embaixada francesa em Washington, D.C. (1984-1989);
- Embaixada em Nova Deli (1989-1992);
- Conselheiro principal do Ministro dos Negócios Estrangeiros para a África (1992-1993).

### Primeiro-ministro
Foi nomeado primeiro-ministro por Jacques Chirac em 31 de maio de 2005 e permanece no cargo até 15 de maio de 2007.

## Obras literárias
- 2001 : Les Cent-Jours ou l'esprit de sacrifice (Perrin, 2001 e 2002; Le Grand livre du mois, 2001; Editions France loisirs, 2003), sobre Napoleão, ganhando um prémio da Fondation Napoléon.
- 2002 : Le cri de la gargouille (Albin Michel, 2002; Librairie générale française, 2003), ensaio.
- 2003 : Éloge des voleurs de feu (NRF-Gallimard, 2003), ensaio.
- 2003 : Un autre monde (L'Herne, 2003), conjunto de discursos, prefácio de Stanley Hoffmann. Traduzido para o inglês Toward a new world: speeches, essays, and interviews on the war in Iraq, the UN, and the changing face of Europe (Hoboken, N.J. : Melville House, 2004).
- 2003 : Prefácio de Aventuriers du monde 1866-1914 : Les grands explorateurs français au temps des premiers photographes, um trabalho colectivo.
- 2004 : Le requin et la mouette (Plon / Albin Michel, 2004), ensaio.
- 2005 : Histoire de la diplomatie française com Jean-Claude Allain, Françoise Autrand, Lucien Bély (Perrin, 2005)
- 2005 : L'Homme européen (com Jorge Semprún) (Plon, 2005), ensaio a favor do Tratado que estabelece uma Constituição para a Europa.
- 2005 : Urgences de la poésie (Casablanca : Eds. de la Maison de la Poésie du Maroc, 2005). Traduzido para o árabe por Mohamed Bennis, ilustrado por Mehdi Qotbi ; três poemas de Villepin: « Élégies barbares », « Le droit d’aînesse», et « Sécession ».
- 2006 : Prefácio de Zao Wou-Ki : Carnets de voyage 1948-1952 (Albin Michel, setembro 2006).
- 2007 : Le soleil noir de la puissance, 1796-1807 (Librairie Académique Perrin, 2007), ensaio sobre Napoleão.
- 2008 : Hôtel de l'Insomnie (Plon, 2008), ensaio.
- 2008 : La chute ou l'Empire de la solitude, 1807-1814 (Librairie Académique Perrin, 2008), ensaio sobre Napoleão.
- 2009 : La cité des hommes (Plon, 2009), ensaio.
- 2009 : Le dernier témoin (Plon, 2009), romance.

## Frases
L'option de la guerre peut apparaître a priori la plus rapide. Mais n'oublions pas qu'après avoir gagné la guerre, il faut construire la paix. ("A opção da guerra pode parecer-nos o caminho mais rápido. Mas não nos podemos esquecer que após vencer a guerra, é preciso construir a paz." No Conselho de Segurança das Nações Unidas a 14 de fevereiro de 2003, pouco tempo após a invasão do Iraque pelos EUA.
"Necessitamos de uma política forte para combater o Islão radical. Está a ser utilizado como campo de nascimento do terrorismo. Não nos podemos dar ao luxo de não o observarmos minuciosamente." como Ministro do Interior, dezembro de 2004
"Com o colapso do regime de Saddam Hussein, uma era negra chega ao fim. E nós acolhemos (esta mudança)".